# Navalagamella
Navalagamella és un municipi de la Comunitat de Madrid. El seu terme municipal està banyat pel riu Perales, a les riberes del qual es conserven diversos molins fariners, sobre els quals la Comunitat de Madrid ha articulat diferents rutes de senderisme.
L'edifici més notable de la localitat és l'Església de Nostra Senyora de l'Estrella, declarada Bé d'Interès Cultural. Va ser construïda com un temple fortificat en gòtic tardà, estil que encara es conserva en els seus gruixuts contraforts i en la nau interior, rematada per una volta de creueria. L'exterior presenta traces herrerianes, fruit de la reforma impulsada a la fi del segle xvi.

## Demografia
| 1991 | 1996 | 2001 | 2004 |
| ---- | ---- | ---- | ---- |
| 625  | 939  | 1200 | 1600 |